# Luis Fernández
Luis Miguel Fernández Toledo (Tarifa, 2 de outubro de 1959) é um ex-jogador e atualmente técnico de futebol espanhol naturalizado francês, tendo representado a Seleção Francesa na Copa do Mundo FIFA de 1986.

## Carreira de jogador
Ainda na infância, Fernández mudou-se com a mãe a Minguettes, na periferia humilde de Lyon, quando ainda tinha seis anos incompletos, após o falecimento do pai. Esteve próximo de se envolver com a marginalidade local, mas pôde canalizar-se no clube de Minguettes, cujo presidente, ciente do talento do espanhol, enviou cartas a todos os clubes da primeira e segunda divisão francesas solicitando testes ao jovem. Apenas o Paris Saint-Germain respondeu, ainda que inicialmente inscrevesse Fernández, então com 18 anos, na equipe juvenil utilizada na terceira divisão.
Naquele contexto, o PSG ainda era uma equipe modesta, chegando a seus primeiros títulos expressivos a partir da Copa da França de 1982. Um bicampeonato seguido nesse torneio veio em 1983, em final considerada a melhor da história dessa competição e famosa também por ser mencionada no cultuado filme Le fabuleux destin d'Amélie Poulain. Fernández era visto como o motor do elenco parisiense naquelas duas conquistas. Inicialmente, porém, era avaliado também como um jogador bruto, com fama de lesionar rivais, agravada quando Roger Ricort, do Monaco, teve o joelho seriamente avariado contra o espanhol.
Gradualmente, Fernández pôde agregar "à sua ferocidade combativa mais jogo, mais panorama, mais sentido tático para fazer-se patrão do meio-campo", na descrição que a El Gráfico fez dele já em meio à Copa do Mundo FIFA de 1986. A matéria também continha depoimento do técnico argentino Carlos Bilardo ("é terrível. Briga com os adversários, com o árbitro, arma a equipe, defende, ataca, revida quando os adversários batem em um companheiro. Agora sim vejo a Seleção Francesa como completa para jogar e também lutar") e constatava que a assimilação de Fernández entre os franceses fazia seu sobrenome ser pronunciado conforme a língua francesa, como "Fernandê".
A primeira convocação para a França veio em 1982, já após a Copa do Mundo daquele ano, e foi vista como reação ao traumático fracasso francês nas semifinais contra a Alemanha Ocidental, avaliando-se que o meio-campo com Michel Platini, Alain Giresse e Jean Tigana era refinado, mas precisava também de um jogador "rude" como complemento. Fernández se tornaria peça-chave naquele setor, desenvolvendo grande entrosamento com  aquele trio.
Uma vez reforçado, o meio-campo apelidado de "Três Mosqueteiros" (que, assim como no conto de Alexandre Dumas pai, eram quatro) levou a França inicialmente à conquista da Eurocopa de 1984, então avaliada como momento de maturidade total de Fernández. Ele enfrentou na decisão da Euro justamente a Espanha natal, situação que foi pessoalmente complicada a si; em 2021, ele relembraria assim aquele momento ao jornal espanhol El País:
| “ | "Passei muito mal. Tive pela frente jogadores que estiveram me picando, se metendo comigo porque era espanhol e estava jogando pela França. Pareciam não entender que eu tinha que me entregar e ser honesto com um país que me havia permitido ser futebolista. Me diziam de tudo, mas não quero comentar mais isso. Os tenho visto depois, falamos e tudo está esquecido... eu dentro de campo tampouco era um moleque. Tinha minha força e caráter e por isso podia entender que me colocassem difíceis as condições de jogo. Ganhamos, mas nos custou muito. (...) Foram todos, porque todos passavam a meu lado e me diziam algo: falando, picando. Nesse dia, estive bem porque queria fazer valer que a França não tivesse se equivocado comigo. Jogar com Giresse, Tigana e Platini tinha suas exigências, tinha que fazer meu trabalho e não me machucava correr, brigar, recuperar, dar e chegar. Estava contente com essa posição e orgulhoso de mostrar aos espanhóis que tinha capacidade para jogar futebol. Na tribuna do Parc des Princes estavam minha mãe, meus irmãos, toda a família, e essa era minha torcida, meu estádio. Queria demonstrar mais do que nunca que os franceses não haviam se equivocado em me dar a nacionalidade". | ” |

O auge de Fernández veio em 1986, inicialmente como um dos líderes do primeiro titulo do PSG no campeonato francês, ao fim da temporada 1985-86. Antes mesmo de ir à Copa do Mundo FIFA de 1986, terminou adquirido pela equipe vizinha do Racing Paris, que em paralelo havia conquistado a segunda divisão e, sob investimentos da Matra, buscava se consolidar como força parisiense alternativa, já tendo assegurado antes do Mundial as contratações também de Enzo Francescoli, Maxime Bossis e Pierre Littbarski. Naquela negociação, Fernández ficou como o atleta mais bem pago da liga francesa.
Fernández, na sequência, foi um dos destaques do terceiro lugar da França na Copa de 1986. A França eliminou nos pênaltis a Seleção Brasileira nas quartas-de-final, em partida em que ele "brigou como um leão" na descrição da El Gráfico ao longo dos 120 minutos antes de converter o pênalti decisivo que classificou os franceses às semifinais. Contudo, os Bleus novamente terminaram elimiandos pelos alemães-ocidentais naquela fase, tal como em 1982.

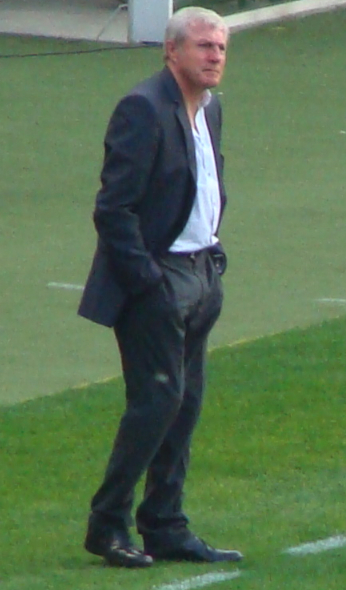
Fernández em 2009.

O projeto do renomeado "Racing Matra" nunca prosperou. Na primeira temporada, a equipe brigou contra o rebaixamento, conseguindo terminar em 13º em boa parte devido aos 14 gols de Francescoli, artilheiro do elenco e com o dobro de gols do vice. Para a temporada de 1987/88, o técnico português Artur Jorge, treinador do Porto que acabara de vencer surpreendentemente a Copa dos Campeões da UEFA, foi trazido ao time. O Matra vinha conseguindo lutar pelas primeiras posições, alternando-se entre o terceiro e o segundo lugares a partir da segunda metade do certame. Porém, um incrível jejum de vitórias nas doze rodadas finais deixou o time apenas na sétima colocação, onze pontos atrás do campeão Monaco, e fora de competições europeias.
Ao fim do campeonato de 1988/89, o Matra se livrou por muito pouco do descenso, terminando na última colocação acima dos três rebaixados graças ao critério do melhor saldo de gols. Insatisfeita com os resultados, a patrocinadora Matra acabou por deixar o Racing em 1989, gerando um desmanche do elenco, como nas saídas de Francescoli e Fernández, transferido ao Cannes. Apesar do insucesso no Racing, o espanhol seguia jogador da seleção francesa, mas os Bleus não se classificaram para a Eurocopa de 1988 e para a Copa de 1990.
A França voltou a participar de um torneio expressivo quando classificou-se para Eurocopa de 1992. Fernández, inclusive, marcou um dos gols em vitória dentro de Sevilha em novo duelo contra a Espanha natal, adversário contra a qual ele nunca perdeu: foram cinco vitórias e um empate em seis duelos, que incluíram ainda outro gol, em amistoso em 1988 - ao todo, dois de seus seis gols pela seleção francesa foram justamente sobre os espanhóis. Na Euro, os franceses caíram na fase de grupos e Fernández encerrou a carreira de jogador.

## Carreira de treinador
Tornou-se treinador tão logo parou de jogar, construindo primeiramente no Cannes reputação de técnico apreciador de trabalho com jovens e que buscava um estilo ofensivo de jogo. Ainda nesse clube, foi escolhido o melhor técnico do futebol francês na temporada 1993-94, fatores que lhe credenciaram a ser recontratado pelo Paris Saint-Germain, onde já havia brilhado como jogador. Sob Fernández, o PSG foi duas vezes seguidas semifinalista de torneios europeus, conseguindo também seu primeiro e único título continental, na Recopa Europeia de 1995-96. Contudo, a ambição maior dos investidores do Canal+ era a Ligue 1 e, sem que Fernández a conseguisse, acabou não permanecendo após uma segunda temporada.
Fernández seguiu a nova carreira regressando à Espanha natal, contratado pelo Athletic Bilbao, trabalhando de 1996 a 2000 no clube basco. O período compreendeu a temporada do centenário do clube, que empatou em 1-1 com a própria seleção brasileira em amistoso festivo realizado em 1998. Na temporada 1996-97, o Athletic derrotou tanto Barcelona como o Real Madrid em momentos em que esses clubes lideravam La Liga, e nas seguintes costumou disputar a liderança com a dupla principal.
Novamente no PSG, Fernández teve grande participação na contratação de Ronaldinho Gaúcho pelo clube, vindo a empregar um sistema tático que favorecesse a liberdade do meio-campista. Eventualmente, contudo, acabaria desentendendo-se com a estrela por desaprovar a forte boemia do brasileiro. Em 2003, teve um novo regresso à Espanha, para substituir Javier Clemente como treinador do Espanyol, clube que havia brigado contra o rebaixamento em La Liga de 2002-03. Fernández, contudo, não conseguiu evitar nova temporada sem tranquilidades à equipe catalã, que novamente precisou lutar contra o descenso na de 2003-04, ao passo que na seguinte, já sem o hispano-francês, os pericos puderam subir a uma quinta colocação.
Entre 2010 e 2011, esteve como comandante da seleção de Israel. Seu último trabalho foi na seleção da Guiné, entre 2015 e 2016.

## Títulos como jogador

### Paris Saint-Germain
- Campeonato Francês de Futebol: 1985-86
- Copa da França: 1981-82, 1982-83

### Seleção Francesa
- Eurocopa: 1984
- Copa Artemio Franchi: 1985

## Títulos como treinador

### Paris Saint-Germain
- Copa da França: 1994-95
- Copa da Liga Francesa: 1994-95
- Supercopa da França: 1995
- Recopa Europeia: 1995-96
- Copa Intertoto: 2001